# Zingiber roseum
Zingiber roseum là một loài thực vật có hoa trong họ Gừng. Loài này được William Roxburgh miêu tả khoa học đầu tiên năm 1800Ghi chú dưới danh pháp Amomum roseum. Năm 1807, William Roscoe chuyển nó sang chi Zingiber với dẫn chiếu tới hình tại tab. 126 trong Roxburgh (1800) - là hình minh họa trong bài này.

## Tên gọi thông thường
Tên gọi trong tiếng Telingas (từ để gọi khu vực miền đông Ấn Độ thời kỳ thuộc Anh) là buma catchicay. Tên gọi trong tiếng Trung là 红柄姜 (hồng bính khương) nghĩa là gừng cuống đỏ.

## Mẫu định danh
Zingiberaceae Resource Centre (ZRC) hiện tại chưa ghi nhận mẫu vật hoặc hình ảnh nào là holotype/lectotype. Kai Larsen (1996) ghi vắn tắt như sau: roseum Rosc., Trans. Linn. Soc. 8 (1807) 348. Type: ? Roxburgh. India (to be selected at K).

## Từ nguyên
Tính từ định danh roseum (giống đực: roseus, giống cái rosea) là tiếng Latinh, nghĩa là màu hồng; ở đây là để nói tới các lá bắc của cành hoa bông thóc có màu đỏ nhạt hay màu ánh đỏ.

## Phân bố
Loài này có trong khu vực từ miền đông và miền nam Ấn Độ qua Bangladesh, Myanmar tới Thái Lan và tây nam Trung Quốc.
ZRC cũng ghi nhận các mẫu thu thập tại Việt Nam và Campuchia. Cụ thể, tại Bảo tàng Lịch sử Tự nhiên Quốc gia Pháp (MNHN) hiện tại lưu các mẫu sau: Balansa B. 4215 (MNHN-P-P00289173, MNHN-P-P00289174), Balansa B. 4216 (MNHN-P-P00289175), Pételot P.A. 7513 (MNHN-P-P00289178) thu thập tại núi Ba Vì, Evrard F. 1195 (MNHN-P-P00289176) thu thập tại thác Pongour gần Djiring (nay là Di Linh, tỉnh Lâm Đồng) và Müller R. 486 (MNHN-P-P00289177) thu thập tại Phnom San-Kos (= Phnom Samkos), núi tại tỉnh Pursat, miền tây Campuchia. Lưu ý rằng các mẫu Balansa B. 4215 và Balansa B. 4216 thu thập tương ứng vào tháng 11 năm 1887 và tháng 9 năm 1886 ban đầu được định danh là Zingiber rubens, nhưng cho tới nay chưa thấy tài liệu nào ghi nhận Z. roseum có ở Việt Nam.

## Phân loại
Z. roseum thuộc về tổ Cryptanthium.

## Mô tả
Cây thảo thân rễ, cao 1,2–1,5 m. Thân rễ vỏ màu vàng nhạt, rễ có củ. Thân lá thon búp măng, thanh mảnh, nhẵn nhụi, màu xanh lục ở trên và màu nâu ánh đỏ ở dưới, có lông tơ. Phiến lá thuôn dài hoặc thuôn dài-hình mác, 30–40 × 3–5 cm, đỉnh nhọn thon, đáy hình nêm, mép gợn sóng nhiều hay ít, mặt gần trục nhẵn nhụi, mặt xa trục có lông tơ; cuống lá từ không có tới rất ngắn dạng gối, có lông tơ, phủ nhiều chấm đỏ; lưỡi bẹ 2 thùy, đỉnh gần thuôn tròn, dài 2-3,5 cm, dạng màng. Cụm hoa mọc từ thân rễ, phủ phục; cành hoa bông thóc hình elipxoit, dài 3–6 cm, kết rất đặc, màu đỏ ánh hồng; cuống cụm hoa rất ngắn. Lá bắc màu đỏ nhạt, dài 3,5–4,5 cm, đỡ 1 hoa, lá bắc ngoài hình trứng rộng, lá bắc trong hình trứng ngược-hình mác ngược. Lá bắc con hình mác, dài 3–3,2 cm, rộng 0,9–1 cm, dạng màng màu trắng. Hoa màu trắng; đài hoa hình ống, dài ~1,5 cm, dạng màng màu trắng; ống tràng hoa màu trắng, dài ~2 cm; các thùy tràng hoa màu đỏ nhạt, hình mác; cánh môi màu trắng ánh vàng, hình trứng đến thuôn dài-hình nêm, thùy giữa 2,4–2,6 × 1–1,2 cm, ngắn hơn các thùy tràng hoa, mép uốn ngược, nhăn, đỉnh khía răng cưa; các thùy bên (nhị lép bên) màu vàng, hình tròn, rất nhỏ. Nhị hình vòng cung, dài 2–2,5 cm và đường kính 2–3 mm, màu vàng; chỉ nhị dài 2 mm, màu trắng; các thùy bao phấn hình elipxoit, song song, dài 1-1,1 cm và đường kính 2–3 mm, màu trắng ánh vàng, không cựa; mào hẹp, dài và cong, dài 9–10 mm, màu vàng sẫm. Bầu nhụy gần thuôn dài, dài 6–7 mm và đường kính 3–4 mm, màu trắng, có lông tơ, 3 ngăn, noãn đính trụ với 3 hàng noãn ở mỗi ngăn; vòi nhụy dài 3,3–3,5 cm, đầu nhụy hình phễu, dài khoảng 2 mm, hình chén nông, màu trắng. Quả nang gần thuôn dài, 3,4–3,6 × 2,4–2,6 cm, màu đỏ.